# 鶴来信用金庫
鶴来信用金庫（つるぎしんようきんこ、英語：Tsurugi Shinkin Bank）は、かつて石川県白山市に本店を置いていた信用金庫。略称はつるしん。2020年（令和2年）9月7日に北陸信用金庫と対等合併し、はくさん信用金庫となり鶴来信用金庫は消滅した。

## 沿革
- 1926年（大正15年）4月 - 有限責任鶴来信用組合として発足。事務所を石川郡鶴来町ヲ17番地に設置[6]。初代組合長に新田義明が就任。
- 1933年（昭和8年）6月21日 - 保証責任鶴来信用組合に改組[7]。事務所を石川郡鶴来町タ4番地に移転。
- 1937年（昭和12年）6月18日 - 保証責任鶴来信用利用組合に改称[8]。
- 1944年（昭和19年） - 農業団体法により鶴来農会と合併、鶴来町農業会と改称。
- 1948年（昭和23年）7月 - 鶴来町農業会を母体として、新たに産業組合法による保証責任鶴来信用組合が設立される。
- 1950年（昭和25年）2月 - 中小企業等協同組合法により信用協同組合に転換。鶴来信用組合に改組。
- 1951年（昭和26年）9月15日 - 信用組合より信用金庫に改組を決議[9]。
- 1952年（昭和27年）
  - 1月16日 - 信用金庫に転換、鶴来信用金庫に改組[10]。
  - 2月23日 - 全国信用金庫連合会に加入[10]。
  - 6月16日 - 石川郡白峰村に白峰支店開設[11]。
  - 12月1日 - 本店事務所を鶴来町中央に移転[10]。
- 1953年（昭和28年）11月16日 - 能美郡根上町に根上支店開設[11]。
- 1955年（昭和30年）9月1日 - 石川郡白峰村に桑島出張所開設[12]。
- 1958年（昭和33年）
  - 3月31日 - 桑島出張所廃止[12]。
  - 4月10日 - 能美郡寺井町に寺井支店開設[11]。
- 1963年（昭和38年）3月14日 - 能美郡辰口町に辰口支店開設[11]。
- 1965年（昭和40年）12月20日 - 金沢市に金沢支店開設[11]。
- 1968年（昭和43年）12月10日 - 金沢市に円光寺支店開設[11]。
- 1974年（昭和49年）3月27日 - 金沢市に米丸支店開設[11]。
- 1976年（昭和51年）10月21日 - 石川郡野々市町に野々市支店開設[11]。
- 1979年（昭和54年）7月8日 - 石川郡鶴来町に明光支店開設[11]。
- 1980年（昭和55年）11月6日 - 金沢市に八日市支店開設[11]。
- 1982年（昭和57年）
  - 10月21日 - 能美郡辰口町に緑が丘支店開設[11]。
  - 11月25日 - 石川郡美川町に美川支店開設[11]。
- 1984年（昭和59年）8月22日 - 小松市に小松支店開設[11]。
- 1987年（昭和62年）8月25日 - 松任市に松任支店開設[11]。
- 2019年（平成31年）1月29日 - 北陸信用金庫と提携を結ぶ[13]。
- 2020年（令和2年)
  - 6月12日 - 総代会を開催し北陸信用金庫との合併を決議[2]。
  - 9月7日 - 北陸信用金庫と合併し「はくさん信用金庫」となる[4][5]。

## 店舗網
2020年6月時点。営業区域は、かほく市・河北郡津幡町以南の石川県となっているが、かほく市・加賀市ならびに河北郡2町（津幡・内灘）には出店していない。数字は店番。
- 白山市：5店（本店営業部を含む）
  - 001 本店営業部
  - 003 白峰支店
  - 010 明光支店
  - 013 美川支店
  - 015 松任支店
- 金沢市：2店（金沢支店内に実質的な本店機能の本部を設置）
  - 002 金沢支店
  - 008 米丸支店
- 野々市市：1店
  - 009 野々市支店
- 能美市：3店
  - 004 根上支店
  - 005 寺井支店
  - 006 辰口支店
- 能美郡川北町：1店
  - 016 川北支店
- 小松市：1店
  - 014 小松支店

合併に際して
旧北陸信用金庫との合併に伴い、旧鶴来信用金庫の店舗名は合併後変更されたものがある。太字ははくさん信用金庫の店舗名（以下の店舗以外は変更なし）。
- 本店営業部（白山市鶴来本町） → つるぎ営業部
- 松任支店（白山市専福寺町） → 松任南支店
- 美川支店（白山市湊町） → 美川南支店
- 野々市支店（野々市市新庄） → 野々市南支店
- 金沢支店（金沢市三社町） → 本部廃止（店舗名は変更なし）

廃止済の店舗
- 007 円光寺支店
- 011 八日市支店
- 012 緑が丘支店
- 017 笠間支店

## ATMについて
ATMでは、北陸地方3県（富山県・石川県・福井県）内に本店を置く信用金庫（しんきん北陸トライアングルネットワークATMサービス）のカードに限ってATM利用時間内に関わらず入出金手数料が終日無料で利用できるほか、北陸3県以外の信用金庫（しんきんATMゼロネットサービス）のカードでも平日8:45-18:00の入出金・土曜9:00-14:00の出金に限り手数料が無料で利用できる。

## 不祥事
2019年（令和元年）、渉外担当だった職員が約20万円を着服していたことが判明し、懲戒解雇された。